# Granastrapotherium
Granastrapotherium je vyhynulý rod kopytníků, jehož ostatky byly nalezeny ve skalách na poušti Tatacoa v Kolumbii. Podobné ostatky byly nalezeny i v Bolívii a Peru, ale vědci si nejsou jisti, zda se jedná o stejný druh, nebo jen o podobná vyhynulá zvířata patřící k druhu jinému.

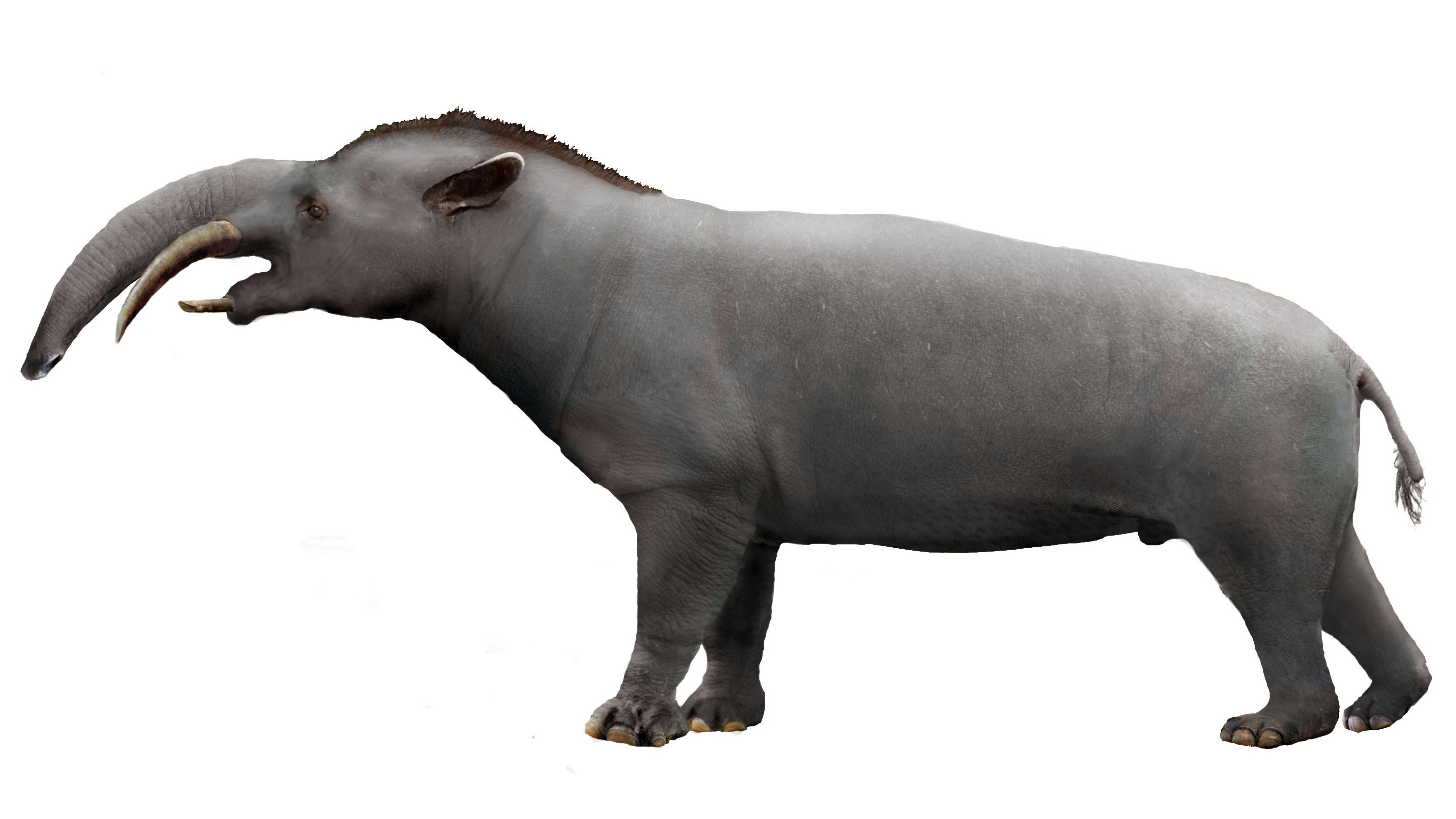
Granastrapotherium

## Období
Druh Granastrapotherium se pohyboval po severu Jižní Ameriky v období miocénu (před 23 až 7 miliony lety).

## Popis

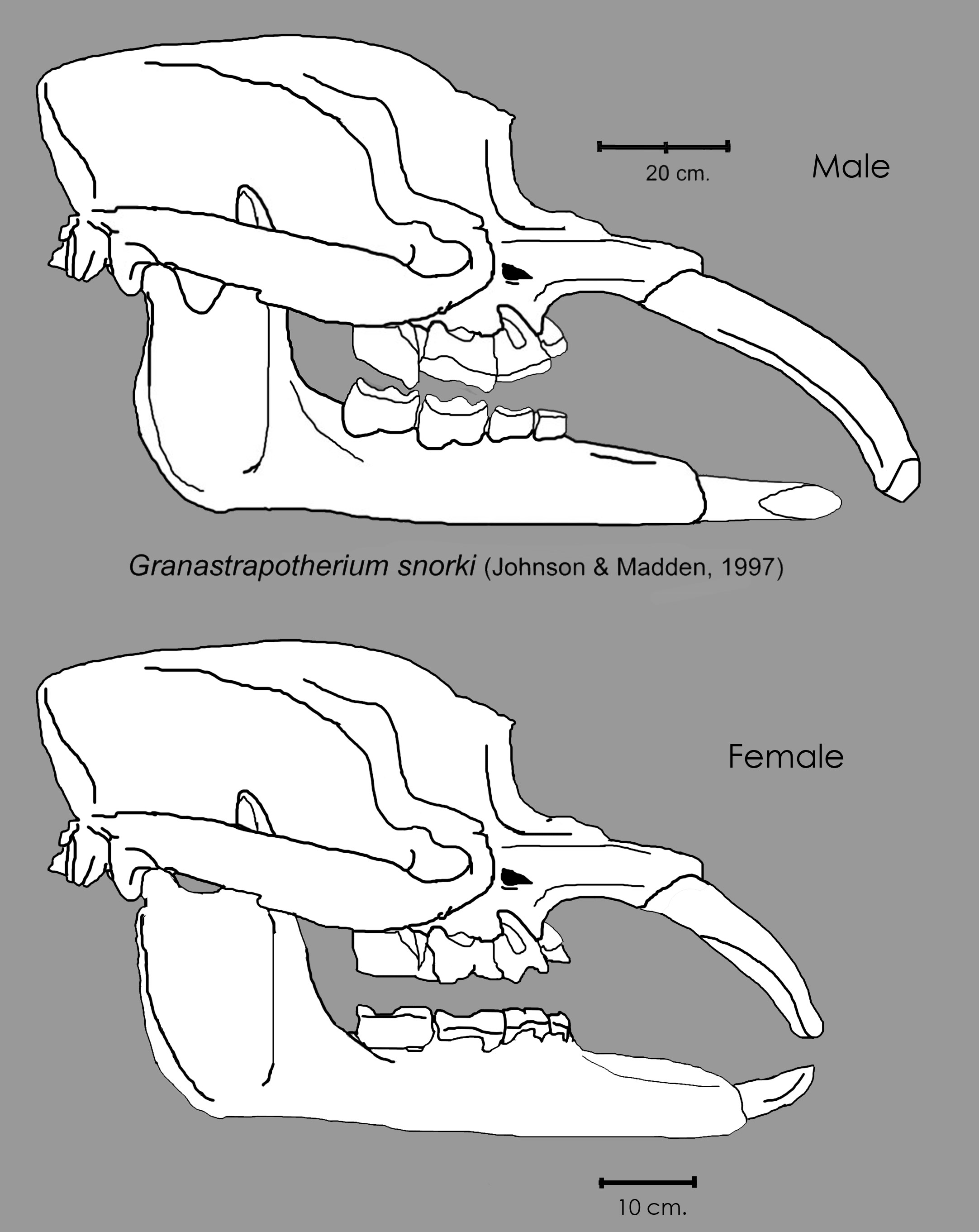
Lebka Granastrapotherií

Toto zvíře z řádu Astrapotheria se lišilo od jeho příbuzných uruguayských Xenastrapotherií hlavně velikostí. Granastrapotherium bylo s váhou od 2,5 do 3,5 tun a kly dlouhými přes jeden metr výrazně větší. V současné době je to jeden z největších známých druhů z řádu Astrapotheria a překonává svými rozměry i některé poddruhy velkých Parastrapotherií. Mezi další rozdíly odlišující Granastrapotherium od jiných druhů je přítomnost pouze jednoho třenového zubu, velké a rovné špičáky, jaké mají dnešní hroši a měli někteří vyhynulí sloni (například Palaeomastodon), a chybějící řezáky. Lebky těchto zvířat mají velké otvory pro nozdry, z čehož je patrné, že chobot tohoto druhu byl mohutnější než tomu bylo u příbuzných druhů. Granastrapotheria chobot nejspíše používala stejně jako dnešní sloni k trhání listí ze stromů a keřů.